# Laghouat
Laghouat (arabiska الأغواط) är en stad och kommun i norra Algeriet och är administrativ huvudort för en provins med samma namn. Folkmängden i kommunen uppgick till 144 747 invånare vid folkräkningen 2008, varav 134 373 invånare bodde i själva centralorten.